# Costituzione ottomana del 1876

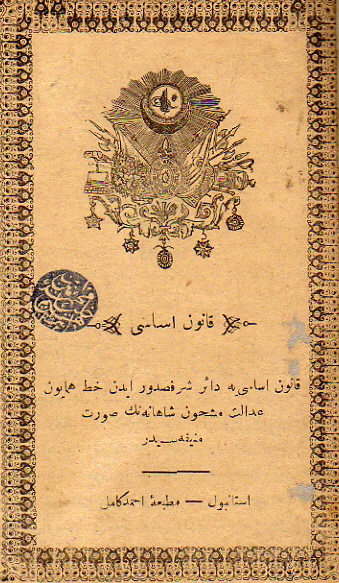
La costituzione ottomana del 1876

La costituzione ottomana del 1876 (turco ottomano: قانون اساسى; turco: Kanûn-ı Esâsî, letteralmente "legge fondamentale"; in francese: constitution ottomane) fu la prima e unica costituzione dell'Impero ottomano. Scritta da membri dei Giovani ottomani, in particolare Midhat Pasha, durante il regno del sultano Abdul Hamid II (1876-1909), la costituzione rimase in vigore una prima volta per solo due anni, dal 1876 al 1878, un periodo noto come prima era costituzionale. Dopo la rivoluzione dei Giovani Turchi del 1908, fu rimessa in vigore ed emendata per trasferire più potere dal sultano e dal Senato (nominato) alla Camera dei deputati (eletta): ciò avviò il periodo chiamato Seconda era costituzionale, che durò fino alla caduta dell'impero stesso nel 1922.
Nel corso dei loro studi in Europa, alcuni membri della nuova élite ottomana conclusero che il segreto del successo dell'Europa risiedeva non solo nelle sue conquiste tecniche, ma anche nelle sue organizzazioni politiche. Inoltre, lo stesso processo di riforma aveva infuso in un piccolo segmento dell'élite la convinzione che il governo costituzionale sarebbe stato un auspicabile freno all'autocrazia e le avrebbe fornito una migliore opportunità di influenzare la politica. Il governo caotico del sultano Abdülaziz portò alla sua deposizione nel 1876 e, dopo alcuni mesi travagliati, alla proclamazione di una costituzione ottomana che il nuovo sultano, Abdul Hamid II, si impegnò a sostenere.

## Sfondo
La Costituzione ottomana fu introdotta dopo una serie di riforme promulgate nel 1839 durante l'era Tanzimat. L'obiettivo dell'era Tanzimat era quello di riformare l'Impero ottomano sotto gli auspici dell'occidentalizzazione. Nel contesto delle riforme, gli armeni istruiti in Occidente dell'Impero ottomano hanno redatto la Costituzione nazionale armena nel 1863. La Costituzione ottomana del 1876 era sotto l'influenza diretta della Costituzione nazionale armena e dei suoi autori. La stessa Costituzione ottomana del 1876 fu redatta dall'armeno ottomano istruito in Occidente Krikor Odian, che era il consigliere di Mithat Pascià. I tentativi di riforma all'interno dell'impero erano stati fatti a lungo. Sotto il regno del sultano Selim III, c'era una visione di vera riforma. Selim ha cercato di affrontare l'incapacità dei militari di funzionare efficacemente in battaglia; mancavano persino le basi del combattimento e i capi militari mancavano della capacità di comando. Alla fine i suoi sforzi portarono al suo assassinio da parte dei giannizzeri. Questa azione portò presto Mahmud II a diventare Sultan. Mahmud può essere considerato il "primo vero riformatore ottomano", poiché prese una posizione sostanziale contro i giannizzeri rimuovendoli come ostacolo nell'incidente propizio. Ciò portò a quella che fu conosciuta come l'era Tanzimat, che durò dal 1839 al 1876. Questa era fu definita come uno sforzo di riforma per distribuire il potere dal Sultano (anche cercando di rimuovere i suoi sforzi) al governo appena formato guidato da un Parlamento. Queste erano le intenzioni della Sublime Porta, che includeva il governo appena formato. Lo scopo dell'era Tanzimat era la riforma, ma principalmente, per deviare il potere dal Sultano alla Sublime Porta. Il primo atto indefinibile del periodo Tanzimat fu quando il sultano Abdülmecid I emanò l'Editto di Gülhane. Questo documento o dichiarazione esprimeva i principi che gli statisti liberali volevano diventare una realtà reale. I politici di Tanzimat volevano impedire che l'impero cadesse completamente in rovina. Durante questo periodo il Tanzimat ebbe tre diversi sultani: Abdulmejid I (1839 –1861), Abdülaziz I (1861-1876) e Murad V (che durò solo 3 mesi nel 1876). Durante il periodo Tanzimat, l'uomo dell'Impero ottomano con il maggior rispetto in Europa era Mithat Pascià. Mithat sognava un impero in cui "non ci sarebbero stati né musulmani né non musulmani, ma solo ottomani". Tale ideologia portò alla formazione di gruppi come i Giovani Ottomani e il Comitato dell'Unione e del Progresso (che si fusero con la Società dell'Unità Ottomana). Questi movimenti hanno tentato di realizzare una vera riforma non per mezzo di editti e promesse, ma con azioni concrete. [citazione necessaria] Anche dopo che Abdulhamid II ha sospeso la costituzione, è stata ancora stampata nel salname, o negli annuari fatti dal governo ottomano. Johann Strauss, autore di "Una costituzione per un impero multilingue: traduzioni del Kanun-ı Esasi e altri testi ufficiali in lingue minoritarie", ha scritto che la Costituzione del Belgio e la Costituzione della Prussia (1850) "sembrano aver influenzato l'Impero ottomano Costituzione".

## Scopo
Una traduzione inglese della Costituzione, derivata dalla versione francese, pubblicata su The American Journal of International Law La Porta ottomana credeva che una volta rappresentata la popolazione cristiana nell'assemblea legislativa, nessuna potenza straniera potesse legittimare la promozione dei suoi interessi nazionali con il pretesto di rappresentare i diritti di queste persone di legami religiosi ed etnici. In particolare, se attuato con successo, si pensava che avrebbe privato la Russia di tali affermazioni. Tuttavia, il suo potenziale non fu mai realizzato e le tensioni con l'Impero russo culminarono nella guerra russo-turca (1877-1878). 

## Struttura
Dopo che il sultano Murad V fu rimosso dall'incarico, Abdul Hamid II divenne il nuovo sultano. Mithat Pascià temeva che Abdul Hamid II andasse contro le sue visioni progressiste; di conseguenza ha avuto un colloquio con lui per valutare la sua personalità e determinare se fosse a bordo. La Costituzione proponeva un parlamento bicamerale, l'Assemblea Generale, composto dal Senato scelto dal Sultano e dalla Camera dei Deputati generalmente eletta (anche se non direttamente; la popolazione sceglieva i delegati che poi avrebbero scelto i Deputati). Ci sono state anche elezioni ogni quattro anni per mantenere il parlamento in movimento e per esprimere continuamente la voce della gente. Questa stessa struttura è stata trasferita dalla Costituzione come era nel 1876 fino a quando non è stata ripristinata nel 1908. Tutto sommato, la struttura sulla Costituzione ha fatto poco per limitare il potere del Sultano. Alcuni dei poteri mantenuti al Sultano erano: dichiarazione di guerra, nomina di nuovi ministri e approvazione della legislazione.

## Influenza europea
Dopo il suo apice durante il XVI secolo, l'Impero ottomano fu da allora in poi in costante regressione piuttosto che essere in grado di progredire come fecero le sue controparti europee. Con l'aumento della potenza europea, gli stessi ottomani videro una mancanza di progresso. Nel Trattato di Parigi (1856), gli Ottomani erano ormai considerati parte del mondo europeo. Questo fu l'inizio dell'intervento degli europei (cioè Gran Bretagna e Francia) nell'Impero ottomano. Uno dei motivi per cui stavano facendo un passo nel territorio ottomano era la protezione del cristianesimo nell'impero ottomano. C'era stato un conflitto perenne tra musulmani e non musulmani nell'Impero. Questo era il punto focale per l'interferenza dei russi, e i russi erano forse il nemico più antipatico degli ottomani. I russi cercarono molti modi per essere coinvolti negli affari politici, specialmente quando i disordini nell'Impero raggiunsero i loro confini. La storia delle guerre russo-turche è stata lunga, per molte ragioni diverse. Gli ottomani vedevano i russi come il loro nemico più feroce e non uno di cui fidarsi.

## Sospensioni della costituzione

### Prima sospensione
Dopo che gli ottomani furono sconfitti nella guerra russo-turca (1877-1878) fu firmata una tregua il 31 gennaio 1878 a Edirne. 14 giorni dopo questo evento, il 14 febbraio 1878, Abdul Hamid II colse l'occasione per prorogare il parlamento, citando disordini sociali. Questo gli ha offerto l'opportunità di non effettuare nuove elezioni. Abdul Hamid II, sempre più ritirato dalla società al Palazzo Yildiz, fu quindi in grado di governare la maggior parte di 3 decenni in modo assolutista. Midhat Pasha, il "Padre della Costituzione", fu strangolato dai soldati per ordine di Abdul Hamid II l'8 maggio 1884. 

### Seconda era costituzionale
La Costituzione fu rimessa in vigore nel 1908 quando Abdul Hamid II subì pressioni, in particolare da alcuni dei suoi capi militari. La caduta di Abdul Hamid II fu il risultato della Rivoluzione dei Giovani Turchi del 1908 e i Giovani Turchi misero in vigore la costituzione del 1876. Il secondo periodo costituzionale andò dal 1908 fino a dopo la prima guerra mondiale, quando l'Impero ottomano fu sciolto. Molti gruppi e partiti politici si sono formati durante questo periodo, incluso il Comitato dell'Unione e del Progresso (CUP).

### Sospensione finale della Costituzione
Il 20 gennaio 1920, la Grande Assemblea Nazionale si riunì e ratificò la Costituzione turca del 1921. Tuttavia, poiché questo documento non stabiliva chiaramente se la Costituzione ottomana del 1876 fosse stata sostituita, di conseguenza, solo le disposizioni in contraddizione con la Costituzione del 1921 divennero nulle e nullo (lex poster derogat legi priori). Il resto della Costituzione riprese la sua attuazione fino al 20 aprile 1924, quando entrambe le Costituzioni del 1876 e del 1921 furono sostituite da un documento completamente nuovo, la Costituzione del 1924.

## Significato della costituzione
La Costituzione ottomana ha rappresentato più dell'effetto immediato che ha avuto sul paese. Era estremamente significativo perché rendeva tutti i sudditi ottomani sotto la legge. In tal modo, tutti, indipendentemente dalla loro religione, avevano diritto a libertà come la libertà di stampa e l'istruzione gratuita. Nonostante la libertà che concedeva al sovrano, la costituzione forniva una chiara prova della misura in cui le influenze europee operavano in una parte della burocrazia ottomana. Ciò ha mostrato gli effetti della pressione degli europei sulla questione della discriminazione delle minoranze religiose all'interno dell'Impero ottomano, sebbene l'Islam fosse ancora la religione riconosciuta dello stato. La costituzione ha anche riaffermato l'uguaglianza di tutti i sudditi ottomani, compreso il loro diritto a servire nella nuova Camera dei Deputati. La costituzione era più di un documento politico; era una proclamazione dell'ottomanesimo e del patriottismo ottomano, ed era un'affermazione che l'impero era in grado di risolvere i suoi problemi e che aveva il diritto di rimanere intatto come allora esisteva. La Costituzione ottomana del 1876 fu seguita dalla Legge sulla nazionalità del 1869, che enfatizzava ulteriormente l'idea di una cittadinanza comune condivisa da tutti i sudditi ottomani. L'obiettivo della legge sulla nazionalità era quello di tenere unito lo stato. In definitiva, anche se la costituzione ha creato una camera dei deputati eletta e un senato nominato, ha posto solo restrizioni minime al potere del Sultano. Secondo la costituzione, il Sultano conservava il potere di dichiarare guerra e fare la pace, nominare e revocare ministri, approvare leggi e convocare e revocare la camera dei deputati. Il sultano restava il sovrano teocratico legittimato al quale l'organizzazione statale era fatta su misura. Così, nonostante una costituzione de jure intatta, il sultano governava in modo assolutista. Ciò è stato particolarmente evidente nella chiusura del Parlamento a soli undici mesi dalla dichiarazione della Costituzione. Sebbene i diritti fondamentali garantiti nella costituzione non fossero affatto insignificanti nella storia giuridica ottomana, erano fortemente limitati dalle dichiarazioni del sovrano. Invece di superare le divisioni settarie attraverso l'istituzione della rappresentanza universale, le elezioni hanno rafforzato la base comunitaria della società assegnando quote alle diverse comunità religiose sulla base delle proiezioni dei dati demografici desunti dal censimento del 1844. Inoltre, per placare le potenze europee, l'amministrazione ottomana elaborò uno schema di rappresentanza estremamente irregolare che favoriva le province europee con un rapporto medio di 2:1.